# Pod Rocks
Die Pod Rocks (in Argentinien Rocas Pod) sind eine kleine Gruppe niedriger Klippenfelsen vor der Fallières-Küste des Grahamlands auf der Antarktischen Halbinsel. In der Marguerite Bay liegen sie 8 km westlich der Millerand-Insel. 
Erste Vermessungen nahmen 1936 Teilnehmer der British Graham Land Expedition (1934–1937) unter der Leitung des australischen Polarforschers John Rymill vor. Der Falkland Islands Dependencies Survey errichtete hier 1949 ein Lager für die Robbenjagd. Benannt sind die Felsen nach einem alten Begriff unter Robbenjägern für eine Robbenkolonie.